# Wybór mafii
Wybór mafii (tytuł oryg. Hak se wui) – hongkoński dreszczowiec dramat kryminalny w reżyserii Johnniego To wydany 14 maja 2005 roku.

## Fabuła
Co dwa lata najwięksi szefowie najstarszych podziemnych organizacji w Hongkongu (zwani Wo Shing) wybierają ze swojego grona nowego szefa. Pomiędzy dwoma najważniejszymi pretendentami dochodzi do brutalnej rywalizacji o władzę. Lok (Simon Yam), posiadający poparcie większości członków jest tegorocznym faworytem wyborów. Jego rywal – Big D (Tony Leung Ka-fai) – będzie robił wszystko aby to zmienić, nawet, gdyby miałoby to przerwać kilkusetletnią tradycję Triad. Będzie kupował głosy i zastraszał głosujących. Jednak bezwzględna walka o przewodnictwo, grożąca wewnętrznym rozłamem, rozpocznie się wtedy, gdy zaginie święty symbol Wo Shing – laska w kształcie głowy smoka.

## Obsada
Źródło: Filmweb

- Simon Yam – Lok
- Tony Leung Ka-fai – Big D
- Louis Koo – Jimmy
- Nick Cheung – Jet
- Cheung Siu-fai – Pan So
- Lam Suet – Big Head
- Gordon Lam – Kun
- Wong Tin-lam – wujek Teng
- Maggie Shiu – pani Big D
- Andy On
- Cherrie Ying
- Bo Yuen – dinozaur
- Biu Law Che – Tally
- Robert Hung – Sonny
- Fung Kwok – Fish Ball
- Man-wai Lam – Sparky
- Berg Ng – starszy inspektor Tad
- Ping-Man Tam – wujek Cocky
- Chung Wang – Whistle
- Raymond Wong – detektyw Wong
- You Yong – kapitan chińskiej policji

## Odbiór

### Dochód
Film zarobił 7 470 000 dolarów hongkońskich w Hongkongu.

### Nagrody i nominacje
Źródło: Internet Movie Database.
| Nagroda                              | Kategoria                       | Nazwa                     | Rezultat  |
| ------------------------------------ | ------------------------------- | ------------------------- | --------- |
| Hong Kong Film Award                 | Best Picture                    |                           | Wygrana   |
| Hong Kong Film Award                 | Best Director                   | Johnnie To                | Wygrana   |
| Hong Kong Film Award                 | Best Actor                      | Tony Leung Ka-Fai         | Wygrana   |
| Hong Kong Film Award                 | Best Screenplay                 | Yau Nai-Hoi Yip Tin-Shing | Wygrana   |
| Hong Kong Film Award                 | Best Actor                      | Simon Yam                 | Nominacja |
| Hong Kong Film Award                 | Best Supporting Actor           | Wong Tin-Lam              | Nominacja |
| Hong Kong Film Award                 | Best Supporting Actress         | Maggie Siu                | Nominacja |
| Hong Kong Film Award                 | Best Cinematography             | Cheng Siu-Keung           | Nominacja |
| Hong Kong Film Award                 | Best Film Editing               | Patrick Tam Kar-Ming      | Nominacja |
| Hong Kong Film Award                 | Best Original Film Score        | Lo Tayu                   | Nominacja |
| Golden Horse Film Award              | Best Picture                    |                           | Nominacja |
| Golden Horse Film Award              | Best Director                   | Johnnie To                | Nominacja |
| Golden Horse Film Award              | Best Screenplay                 | Yau Nai-Hoi Yip Tin-Shing | Wygrana   |
| Golden Horse Film Award              | Best Actor                      | Tony Leung Ka-Fai         | Nominacja |
| Golden Horse Film Award              | Best Supporting Actor           | Wong Tin-Lam              | Nominacja |
| Golden Horse Film Award              | Best Sound Effects              | May Mok Charlie Lo        | Wygrana   |
| Golden Horse Film Award              | Best Cinematography             | Cheng Siu-Keung           | Nominacja |
| Golden Horse Film Award              | Best Original Film Score        | Lo Tayu                   | Nominacja |
| Golden Horse Film Award              | Best Make-up and Costume Design | Stanley Cheung            | Nominacja |
| Golden Horse Film Award              | Best Action Choreography        | Wong Chi-Wai              | Nominacja |
| Hong Kong Film Critics Society Award | Best Picture                    |                           | Wygrana   |
| Hong Kong Film Critics Society Award | Best Director                   | Johnnie To                | Wygrana   |
| Festival de Cine de Sitges           | Best Director                   | Johnnie To                | Wygrana   |